# Maler von Karlsruhe 66/140

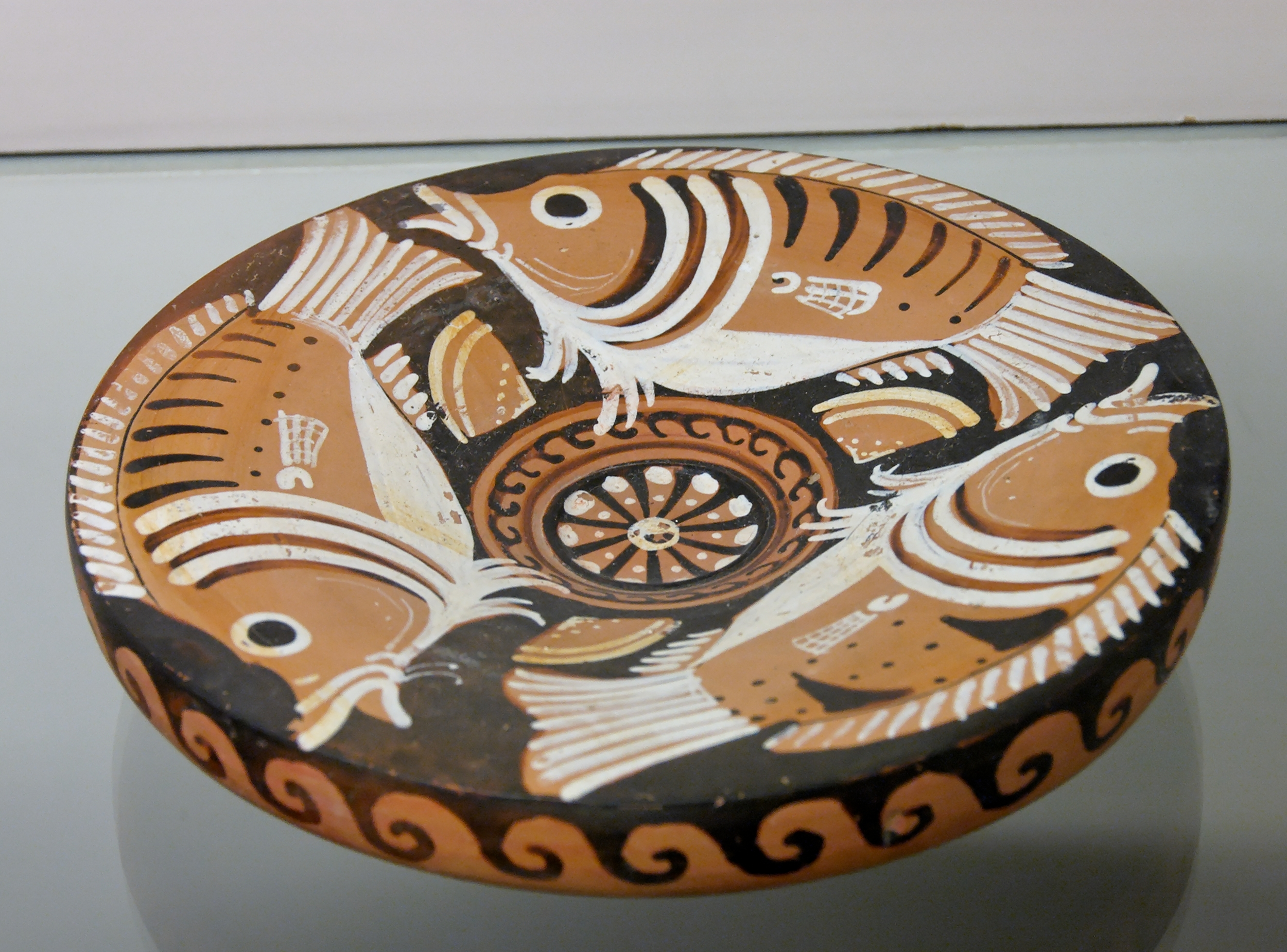
Fischteller im British Museum

Als Maler von Karlsruhe 66/140 wird ein apulischer Vasenmaler des dritten Viertels des 4. Jahrhunderts v. Chr. bezeichnet.
Seinen Notnamen erhielt der Maler von Karlsruhe 66/140 aufgrund ihm zugeordneter Fischteller im Badischen Landesmuseum in Karlsruhe. Die Dareios-Unterwelt-Werkstatt, der er zugeordnet wird, gilt als die Manufaktur die die qualitätvollsten Arbeiten rotfiguriger apulischer Vasen der entsprechenden Zeit produziert hatte. Der Maler von Karlsruhe 66/140 bemalte in erster Linie Fischteller. Der Maler gehörte als wichtigster Vertreter zu einer Künstlergruppe gleichen Namens oder ist möglicherweise ihr einziger Vertreter.